# フルオロアルコール
フルオロアルコール(Fluoroalcohol)は、有機フッ素化合物であり、少なくとも1つのC-F結合を持つアルコールである。しばしば独特な溶媒特性を持つ。

## パーフルオロアルコール
一級または二級のほとんどのパーフルオロアルコールは不安定であり、例えばトリフルオロメタノールは、フッ化水素を脱離してフッ化カルボニルを形成する。この反応は、可逆である。
CF3OH ⇌ COF2 + HF (I)
安定なパーフルオロアルコールには、ノナフルオロ-tert-ブチルアルコールやペンタフルオロフェノールがある。

## 部分フッ化アルコール
多くの部分フッ化アルコールが知られている。トリフルオロエタノールは、溶媒としてよく使われる。フッ素テロマーアルコールは、パーフルオロカルボン酸の前駆体である。ピルクルアルコールは、核磁気共鳴分光法における不斉シフト試薬として用いられる。